# Kurt M. Ipsen
Kurt Maribo Ipsen (4. juni 1931 – 21. august 2011) var en dansk politiker.
Han var importør og medlem af Folketinget. Han blev valgt for Fremskridtspartiet ved jordskredsvalget i 1973.